# Beli Manastir

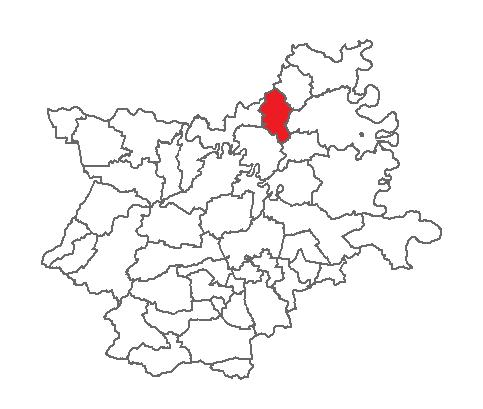
Lage von Beli Manastir in der Gespanschaft Osijek-Baranja

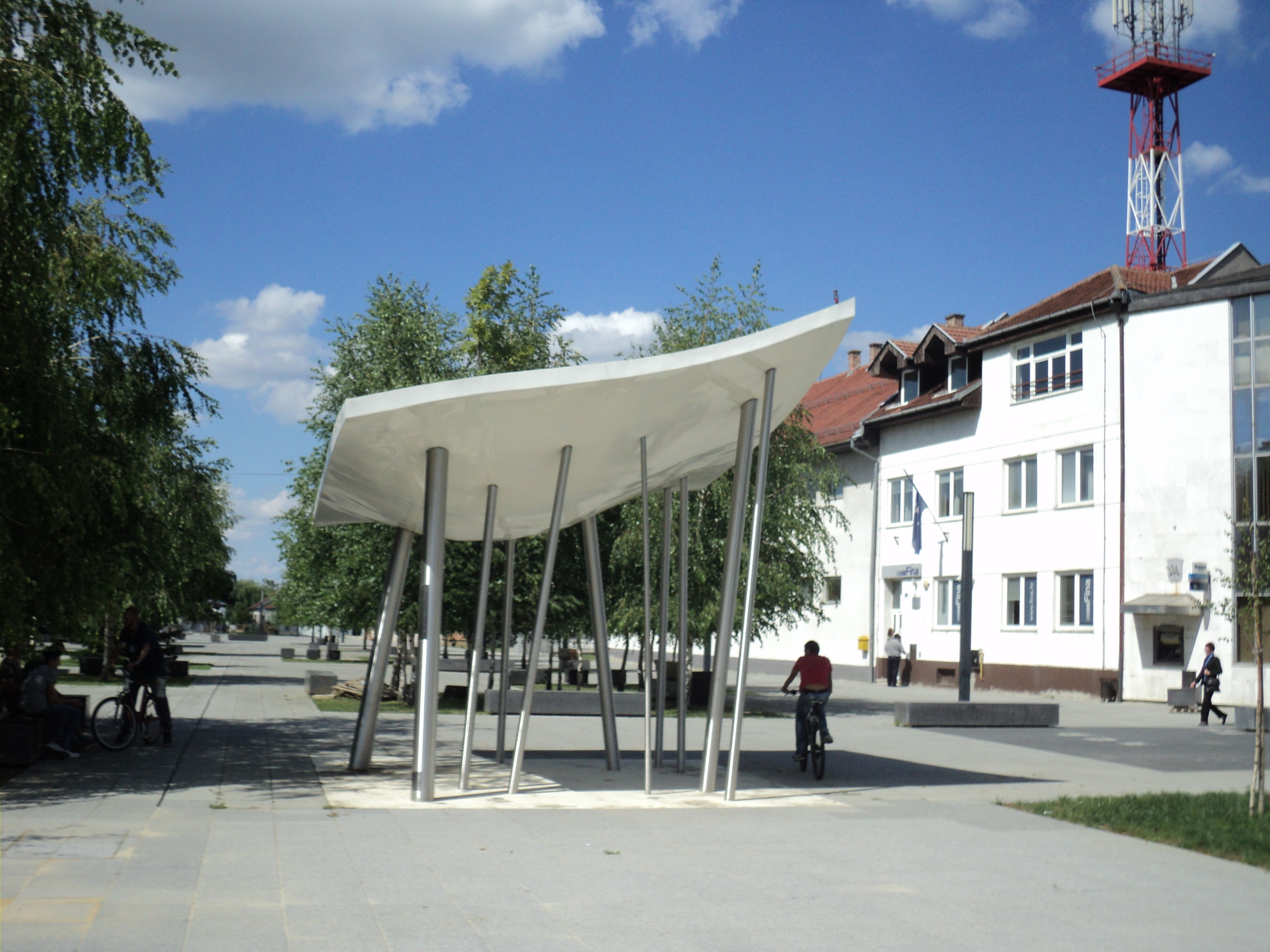
Zentrum von Beli Manastir

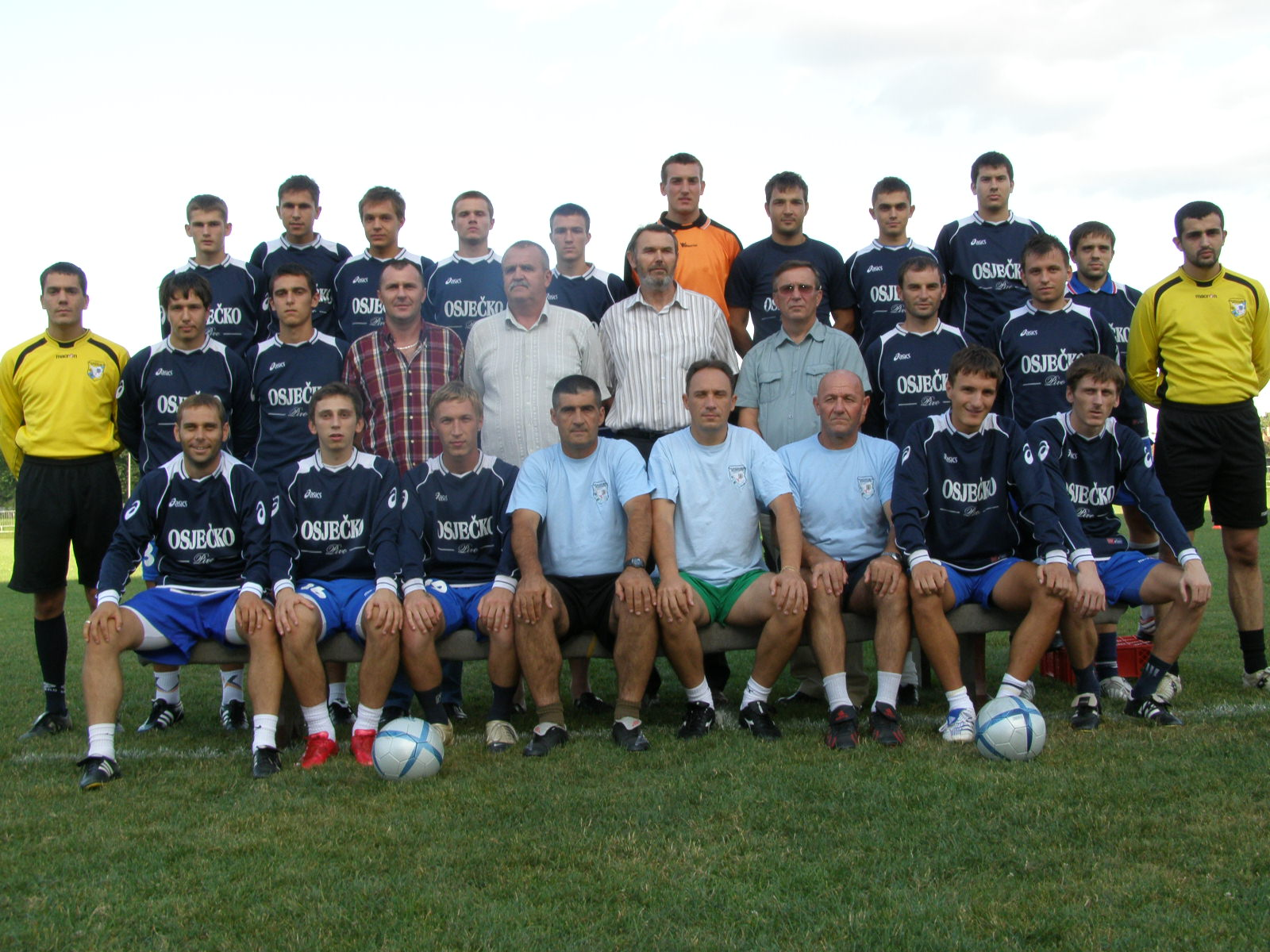
Fußballmannschaft ŠNK Baranja-Belje

Beli Manastir (ungarisch Pélmonostor, serbisch-kyrillisch Бели Манастир) ist eine Stadt in der kroatischen Region Baranja. Sie zählt 6.390 Einwohner (Stand: 2021) und gehört zur Gespanschaft Osijek-Baranja.
Beli Manastir bedeutet auf Deutsch übersetzt „Weißes Kloster“.

## Stadtgliederung
Laut der letzten Volkszählung von 2021 hatte die Stadt Beli Manastir mit allen Siedlungen zusammen 8209 Einwohner. Davon befanden sich insgesamt 455 Personen, sogenannte Auslandskroaten, zum Zeitpunkt der Volkszählung im Ausland.
- Beli Manastir (Pélmonostor) – 6390
- Branjin Vrh (Baranyavár) – 783
- Šećerana (Cukorgyár) – 478
- Šumarina (Benge) – 423

## Geschichte

### Frühgeschichte
Erste Menschen haben sich im Gebiet Beli Manastirs schon zur Jungsteinzeit niedergelassen, verschiedene Funde bei Ausgrabungen in der Nähe der Pfarrkirche bestätigen dies. An anderer Stelle fand man die Überreste einer Siedlung und eines Friedhofs. Unter den Fundstücken waren viele Keramik-, Stein- und Knochenwerkzeuge die der Starčevo-Kultur zugeordnet werden. Ebenfalls fand man an dieser Stelle menschliche Überreste und zwei römische Ziegelöfen aus dem 2. und 3. Jahrhundert.
Bei weiteren Ausgrabungen, unweit der Ziegelei, entdeckte man weitere Fundstücke die aus der Steinzeit und auch aus der Bronzezeit stammen. Die dort gefundenen Gegenstände gehören zur Badener Kultur und Linearbandkeramischen Kultur. Im Jahr 1953 wurden an dieser Stelle Fibeln und Schmuckstücke aus dem 5. Jahrhundert gefunden. Beim Bau der neuen Autobahn wurden ebenfalls viele archäologische Gegenstände aus der Steinzeit entdeckt.

### Mittelalter
Im Jahre 1227 ließ der ungarische Pfalzgraf Moys de Daro auf seinem Anwesen, im Süden des ungarischen Königreiches im Ort Pél, ein Kloster errichten. Später wurde so das Dorf Pél Monostor (nach dem Kloster) genannt. Im Jahr 1526, nach der Schlacht bei Mohács kam die gesamte Region unter die Herrschaft des Osmanischen Reiches und blieb 161 Jahre in deren Machtbereich. Während des Großen Türkenkrieges im Jahre 1687 wurde die Region durch Prinz Eugen von Savoyen von den Türken befreit. Infolge der Türkenkriege wurden die fast menschenleeren Gebiete des Königreiches Ungarn, Slawonien, Batschka, und Banat durch die Habsburgermonarchie im 18. Jahrhundert mit deutschstämmigen Donauschwaben angesiedelt. Anfang des 18. Jahrhunderts zählte Pél Monostor wieder 165 Einwohner und besaß im Jahr 1738 zunächst eine Kirche aus Holz. Bis auf die türkische Besatzung im 16. und 17. Jahrhundert gehörte das Dorf zum Königreich Ungarn.

### Frühneuzeit
Nach Ende des Ersten Weltkrieges im Jahr 1918 und bis zum Friedensvertrag von Trianon gehörte der Ort zum Komitat Baranya und wurde zunächst Teil des neu entstandenen Staates der Slowenen, Kroaten und Serben. Im Jahr 1920 fielen der Ort sowie die südliche Baranja an das Königreich Jugoslawien. Im Jahr 1923 wurde Pél Monostor auf serbo-kroatisch übersetzt und auf Beli Manastir umbenannt.

### Neuzeit
Nach dem Zweiten Weltkrieg wurden die Stadt und die südliche Baranja in die jugoslawische Teilrepublik Kroatien eingegliedert. Nach der Unabhängigkeit Kroatiens 1991 und dem darauffolgenden Kroatienkrieg fiel die Stadt in die Hände der aufständischen Serben. Die nichtserbische Bevölkerung wurde teilweise vertrieben und 1998, nach dem Abkommen von Erdut, folgte die friedliche Eingliederung der Stadt und der südliche Baranja an Kroatien. Die nichtserbische Bevölkerung konnte zurückkehren.
Heute ist die Stadt Zentrum der kroatischen Baranja.

## Politik

### Kommunalwahlen
Bei der Kommunalwahl vom 16. Mai 2021 waren 7.824 Bürgerinnen und Bürger in Beli Manastir wahlberechtigt und aufgefordert den neuen Gemeinderat sowie den neuen Bürgermeister zu wählen, wovon 3.108 Menschen ihr Wahlrecht nutzten. Dabei gab es insgesamt 2.927 (94,18 %) gültige und 181 (5,82 %) ungültige Stimmen. Bei einer Wahlbeteiligung von 39,72 % kam es zu folgendem Ergebnis:
| Parteien und Wählergemeinschaften | Parteien und Wählergemeinschaften                               | % 2021 | Stimmen 2021 | Sitze 2021 |
| HDZ / HSU                         | Hrvatska demokratska zajednica / Hrvatska stranka umirovljenika | 59,3   | 1737         | 10         |
| SDP                               | Socijaldemokratska partija Hrvatske                             | 26,2   | 766          | 4          |
| SDSS                              | Samostalna demokratska srpska stranka                           | 10,1   | 295          | 1          |
| HSP                               | Hrvatska stranka prava                                          | 4,4    | 129          | 0          |
| Gesamt                            | Gesamt                                                          | 100    | 2927         | 15         |
| Wahlbeteiligung                   | Wahlbeteiligung                                                 | 39,7 % | 39,7 %       | 39,7 %     |

### Bürgermeister
Bei der Wahl des Bürgermeisters im Mai 2021 waren die Einwohner in der Stadt Beli Manstir aufgerufen, ein neues Oberhaupt zu wählen. Die Wahlbeteiligung lag bei 37,41 % und der amtierende Stadtchef Tomislav Rob wurde für seine zweite Amtszeit mit 1.982 Stimmen (63,8 %) bestätigt.

### Wappen
Das Wappen der Stadt Beli Manastir in der Form eines Schildes enthält ein Bildnis des Heiligen Martin auf blauem Hintergrund. Stehend auf einer Mauer einer Burg, in der Uniform eines römischen Soldaten, hält er in der rechten Hand ein goldenes Kreuz und in der linken Hand ein abgeschnittenes Stück seines roten Mantels.

### Städtepartnerschaften
Beli Manastir unterhält mit folgenden Städten eine Städtepartnerschaft:
- Mohács, im Kreis Mohács in Ungarn
- Dunaszekcső, im Komitat Baranya in Ungarn
- Lánycsók, im Komitat Baranya in Ungarn

## Bevölkerung
| Bevölkerungsentwicklung | Bevölkerungsentwicklung | Bevölkerungsentwicklung | Bevölkerungsentwicklung | Bevölkerungsentwicklung | Bevölkerungsentwicklung | Bevölkerungsentwicklung | Bevölkerungsentwicklung | Bevölkerungsentwicklung | Bevölkerungsentwicklung | Bevölkerungsentwicklung | Bevölkerungsentwicklung | Bevölkerungsentwicklung | Bevölkerungsentwicklung | Bevölkerungsentwicklung | Bevölkerungsentwicklung | Bevölkerungsentwicklung |
| ----------------------- | ----------------------- | ----------------------- | ----------------------- | ----------------------- | ----------------------- | ----------------------- | ----------------------- | ----------------------- | ----------------------- | ----------------------- | ----------------------- | ----------------------- | ----------------------- | ----------------------- | ----------------------- | ----------------------- |
| 1857                    | 1869                    | 1880                    | 1890                    | 1900                    | 1910                    | 1921                    | 1931                    | 1948                    | 1953                    | 1961                    | 1971                    | 1981                    | 1991                    | 2001                    | 2011                    | 2021                    |
| 1393                    | 1532                    | 1475                    | 1584                    | 1612                    | 2306                    | 2892                    | 3093                    | 3191                    | 3520                    | 4804                    | 7206                    | 9118                    | 10.146                  | 8671                    | 8034                    | 6525                    |

Entsprechend der Volkszählung von 1910 hatte die Stadt 2447 Einwohner. Davon bezeichneten sich als
- Deutsche – 1496 (61,1 %)
- Serben – 478 (19,5 %)
- Ungarn – 443 (18,1 %)
- Kroaten – 6 (0,24 %)
- Andere – 24 (0,98 %)[11]

Gemäß der Volkszählung von 2011 stellt sich die ethnische Zusammensetzung der Stadt wie folgt dar:
- Kroaten = 5750 (57,11 %)
- Serben = 2572 (25,55 %)
- Ungarn = 801 (7,96 %)
- Roma = 301 (2,99 %)
- Deutsche = 85 (0,84 %)
- Slowenen = 67 (0,67 %)
- Montenegriner = 57 (0,57 %)
- Albaner = 47 (0,47 %)
- Mazedonier = 21 (0,21 %)
- Bosniaken = 20 (0,20 %)

## Sehenswürdigkeiten
- Im Stadtteil Lojmir befinden sich die Ruinen des Klosters, das Anfang des 13. Jahrhunderts gegründet wurde. Seit 1883 sind die Ruinen freigelegt und für jedermann zugänglich.[12]

- Im Jahr 1777 wurde die Pfarrkirche St. Martin im einschiffigen Kirchenstil mit einem rechteckigen Altarraum erbaut. 1992 wurde die Kirche während des Kroatienkrieges teilweise zerstört und 1999 wieder komplett restauriert.[13]

- Die serbisch-orthodoxe Kirche wurde 1771 im spätbarocken Stil erbaut. Sie ist ein quadratisches Gebäude mit einer halbrunden Apsis mit 44 Ikonen, die im Jahr 1772 angefertigt wurden. Das wertvollste liturgische Objekt der Kirche ist ein 1781 in Moskau gedrucktes Evangelium.[14]

- Im Stadtteil Šećerana auf dem Gelände der ehemaligen Zuckerfabrik steht eine der ältesten noch erhaltenen Lokomotiven in Kroatien. Die Dampflokomotive mit der Loknummer 152-067 wurde um 1900 in der Maschinenfabrik MÁVAG in Budapest hergestellt.

- Die Dampflokomotive Ćiro mit der Loknummer 343 und drei Personenwagen ist der einzige noch erhaltene Zug der stillgelegten Schmalspurbahn in der Baranja. Die Eisenbahnstrecke wurde zwischen 1906 und 1915 gebaut, bestand aus insgesamt 120 Streckenkilometern und verband Beli Manstir mit Kazuk an der Donau.

- Der Traktor Fordson Model F der Firma Ford aus den Vereinigten Staaten war der erste Traktor, den 1923 die damalige Firma Belje kaufte. Obwohl der Traktor zum Pflügen bestimmt war, diente er als Antrieb für eine Dreschmaschine und trieb Getreidemühlen und Häcksler zur Futteraufbereitung an.

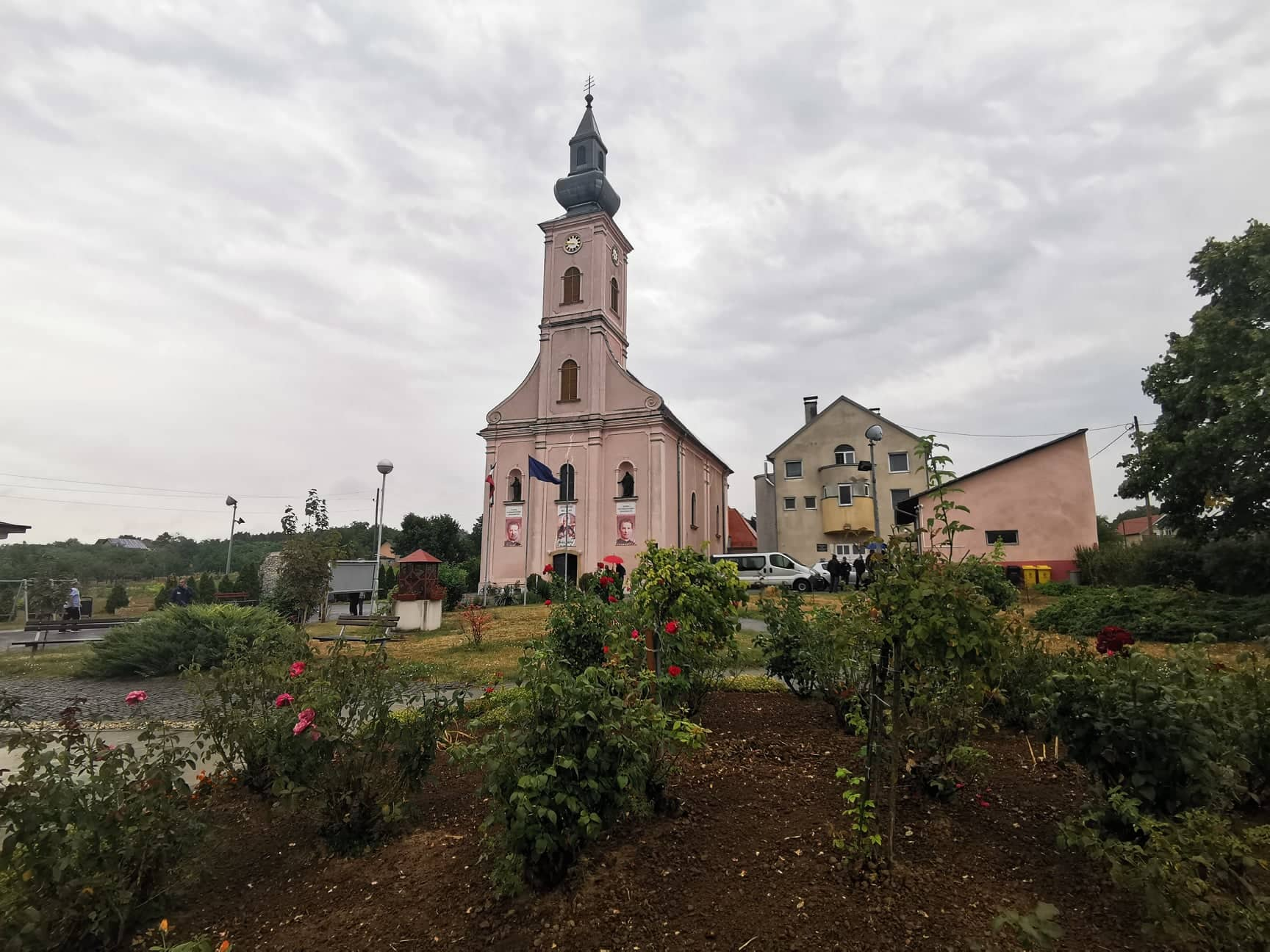
Pfarrkirche St. Martin
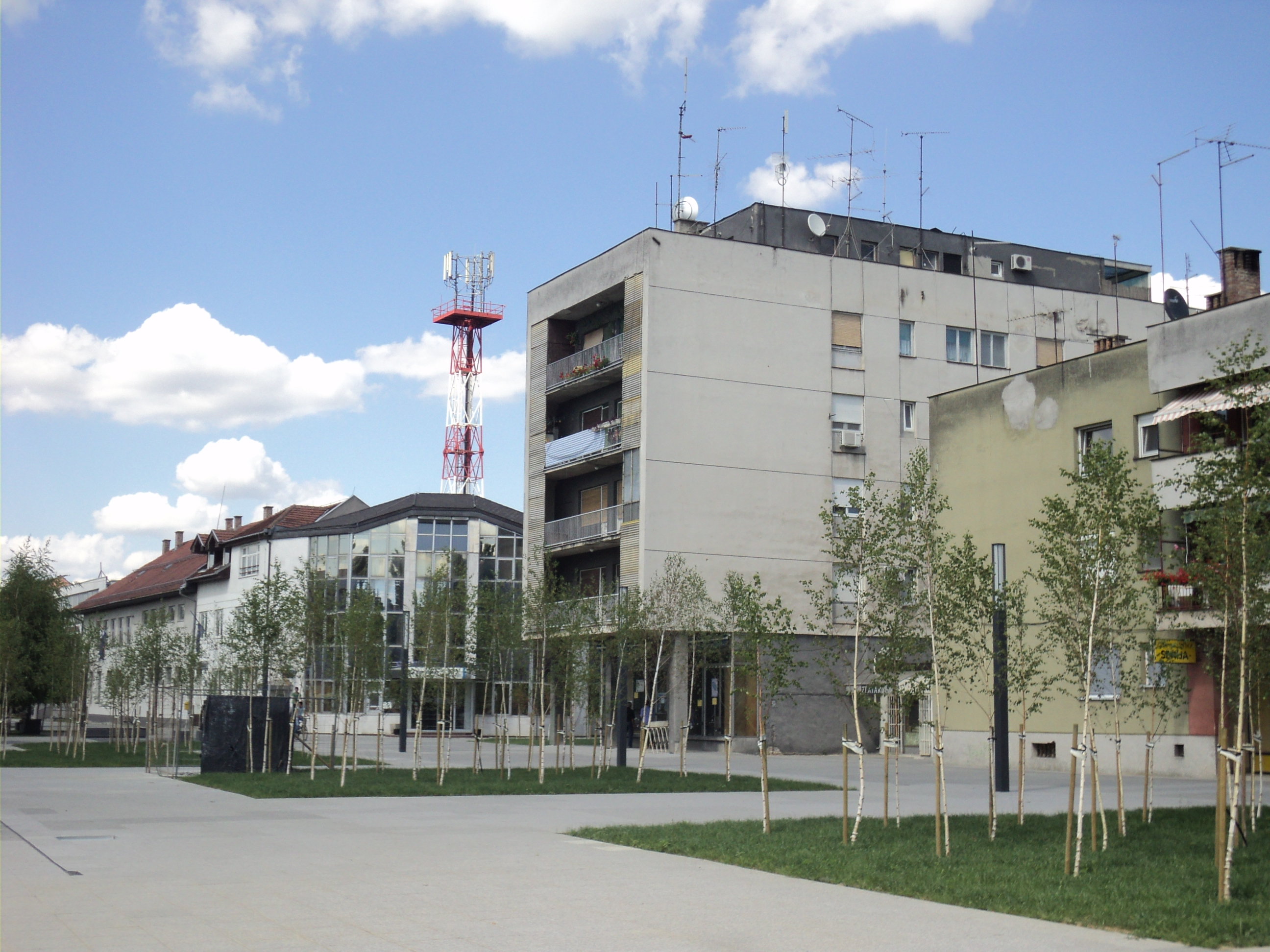
Stadtzentrum
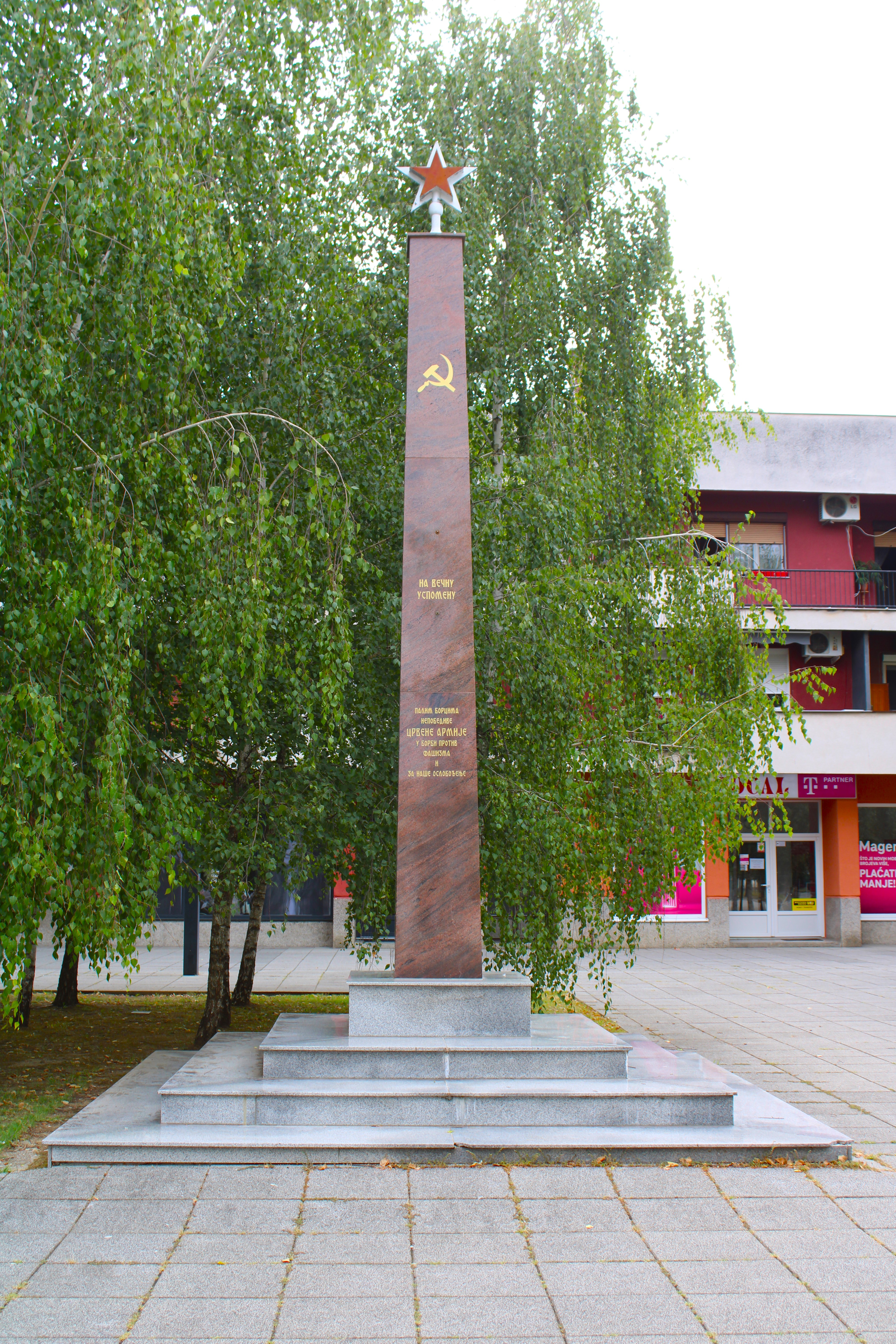
Kriegerdenkmal der roten Armee
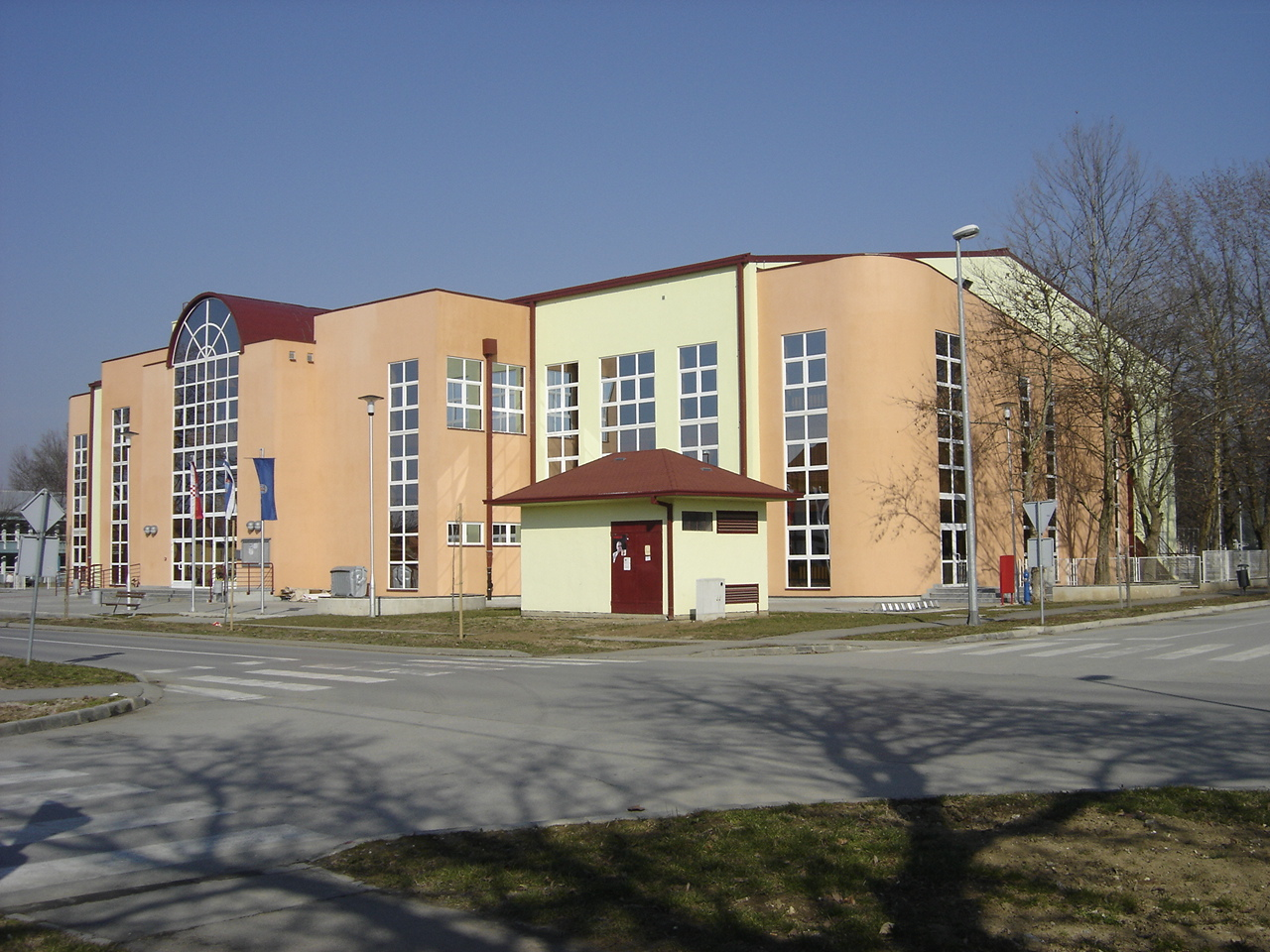
Neue Sporthalle
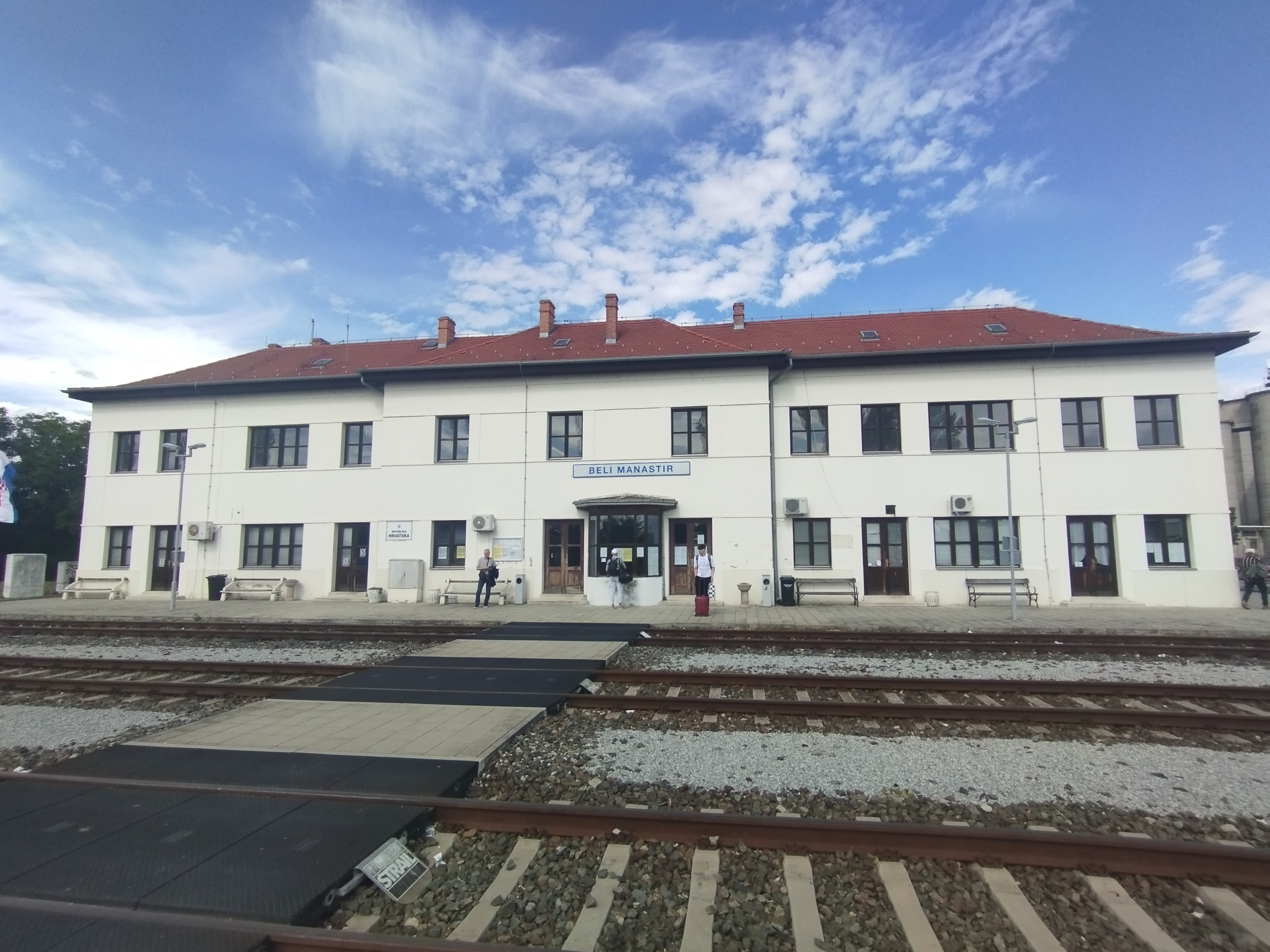
Bahnhof
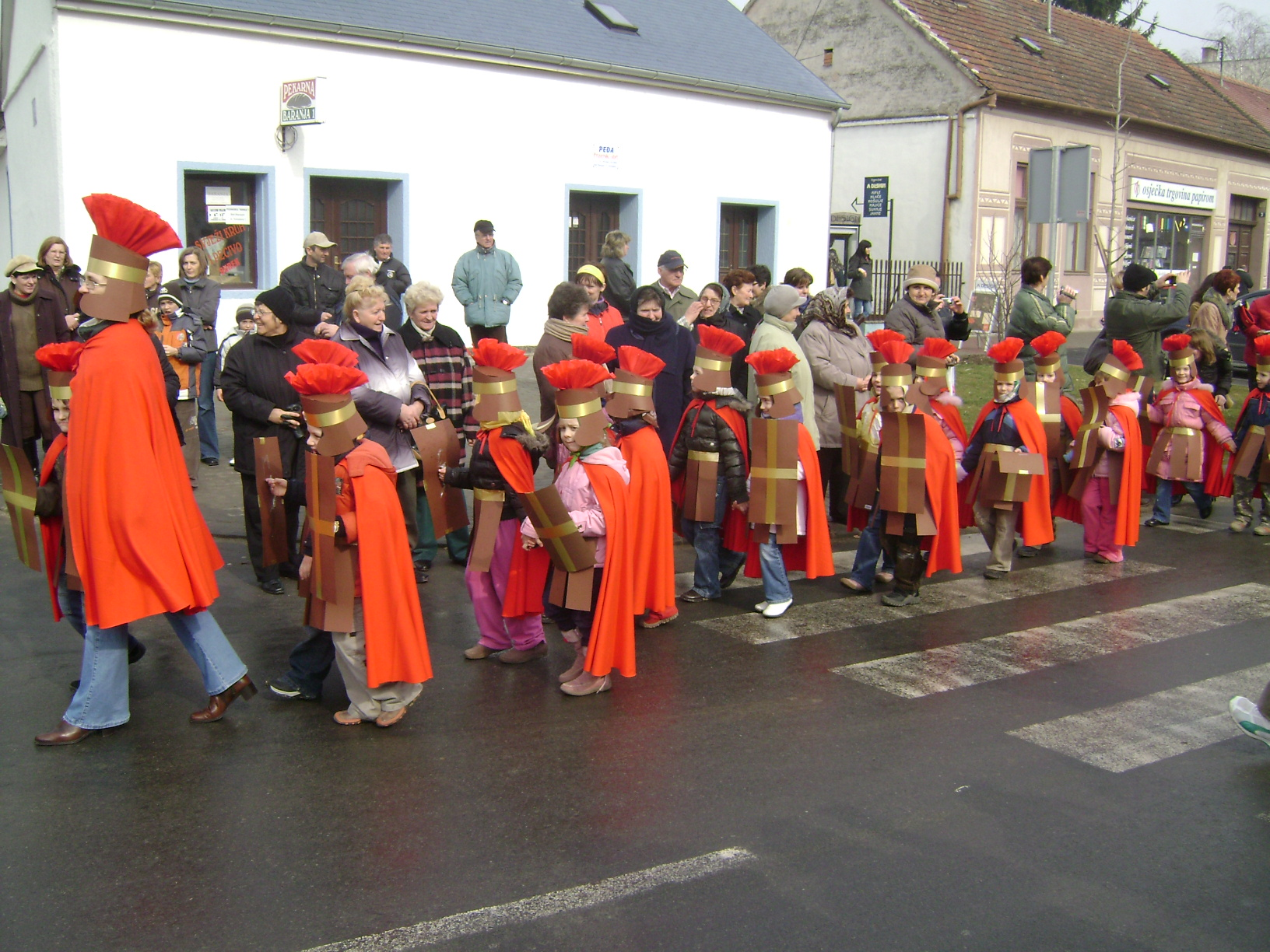
Karneval
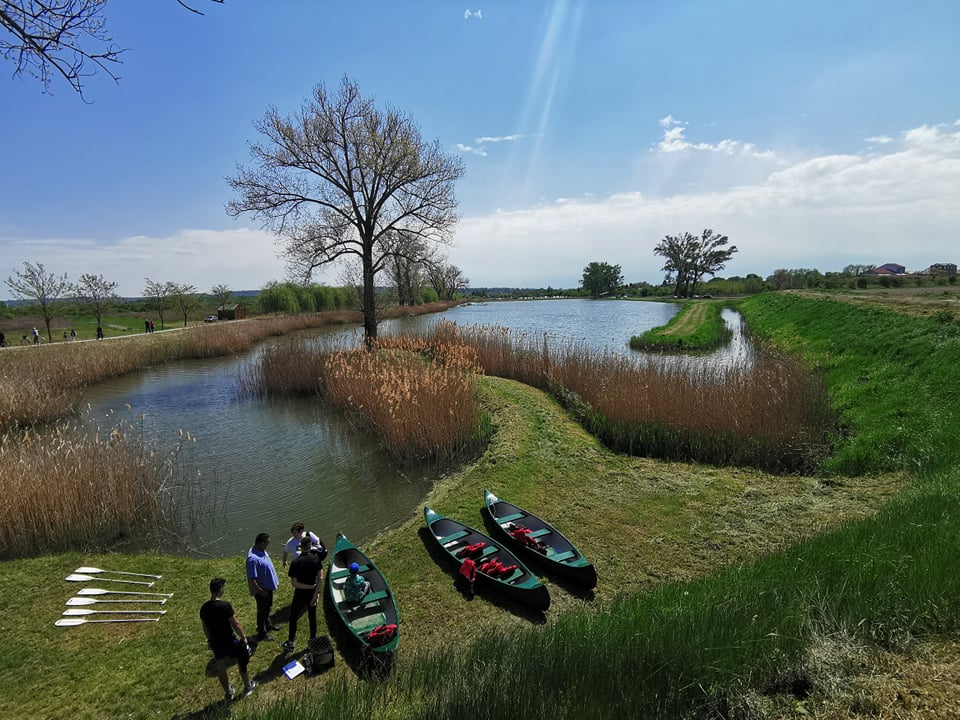
Anglersee Lajmir bei Šećerana
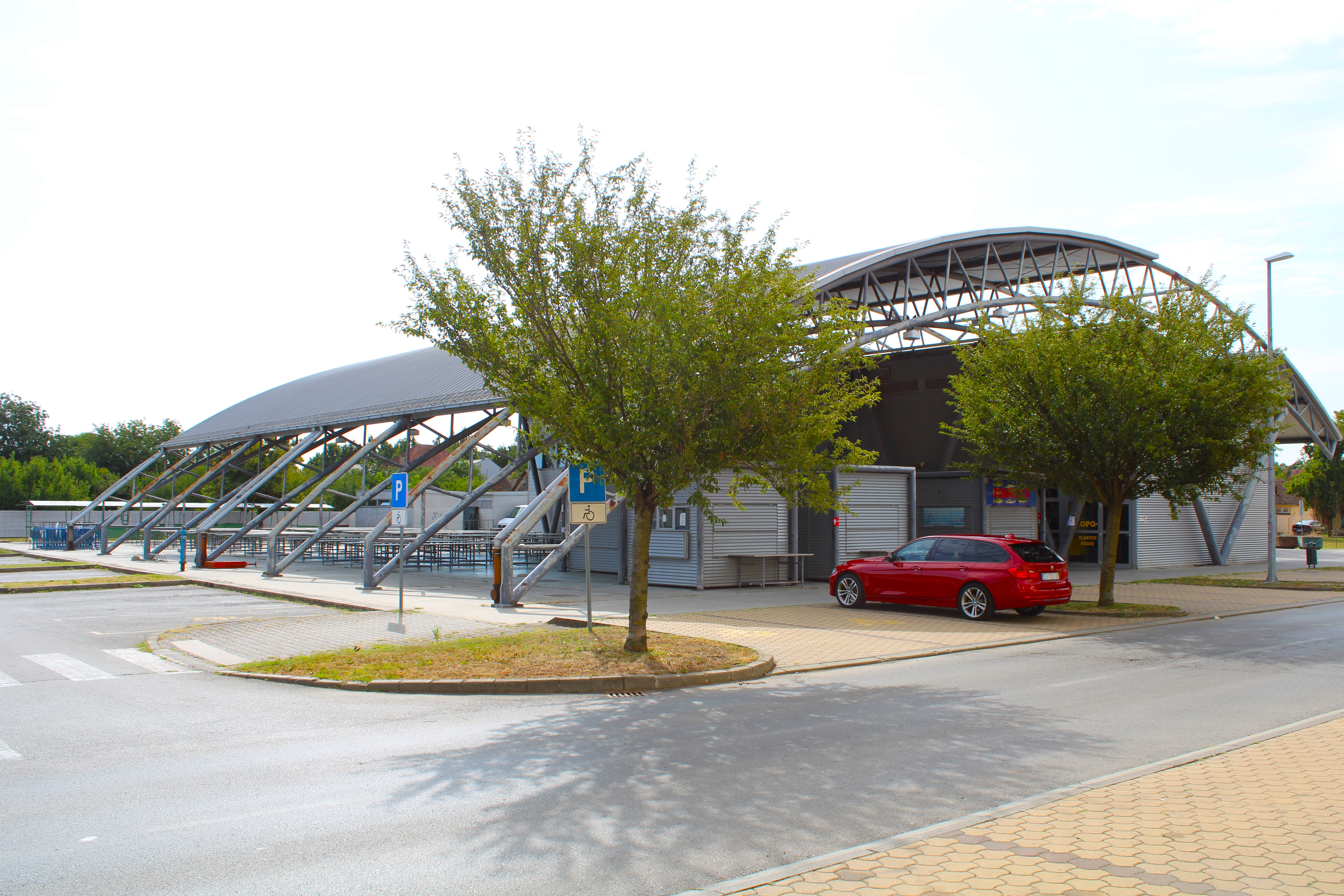
Markthalle
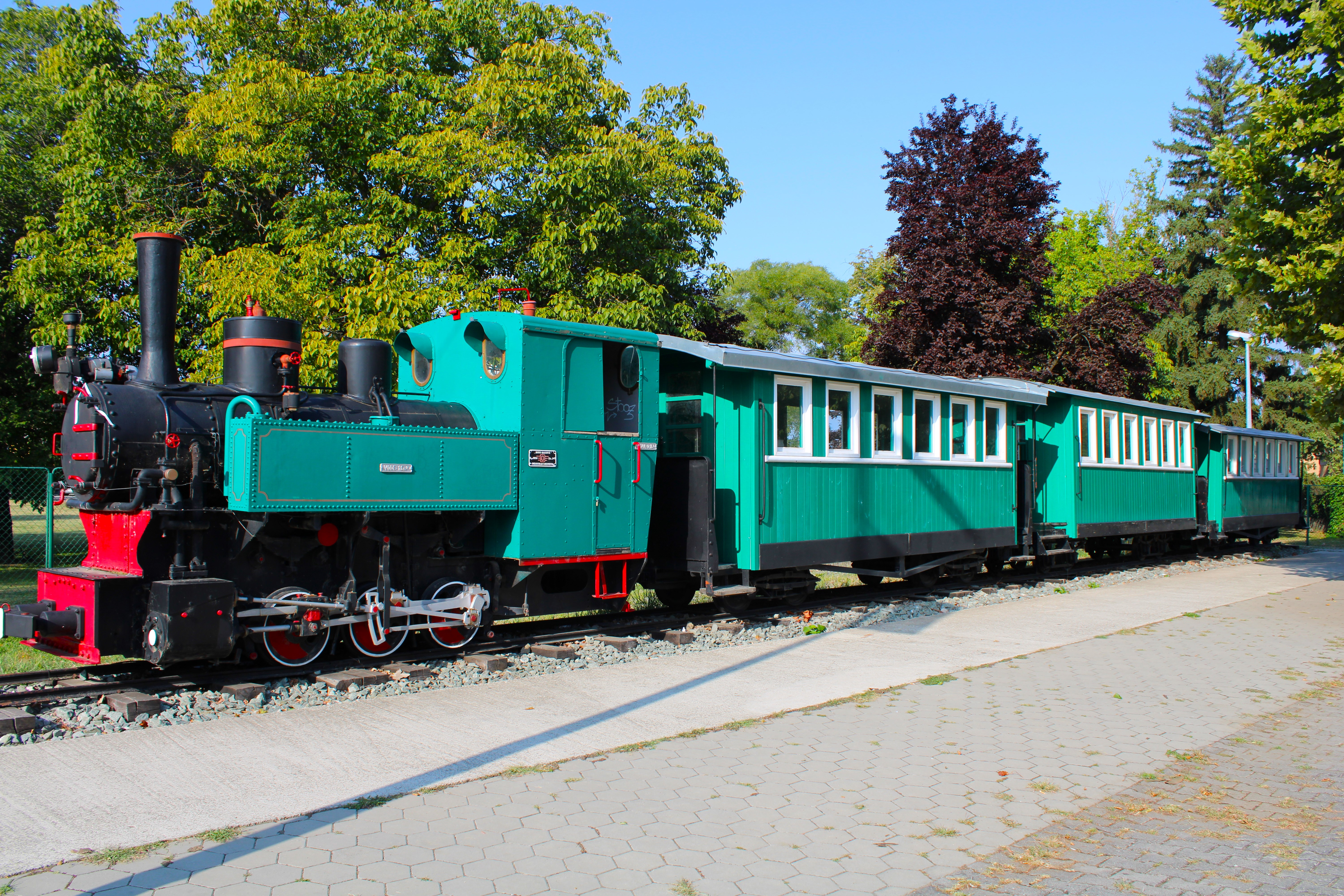
Dampflokomotive Ćiro
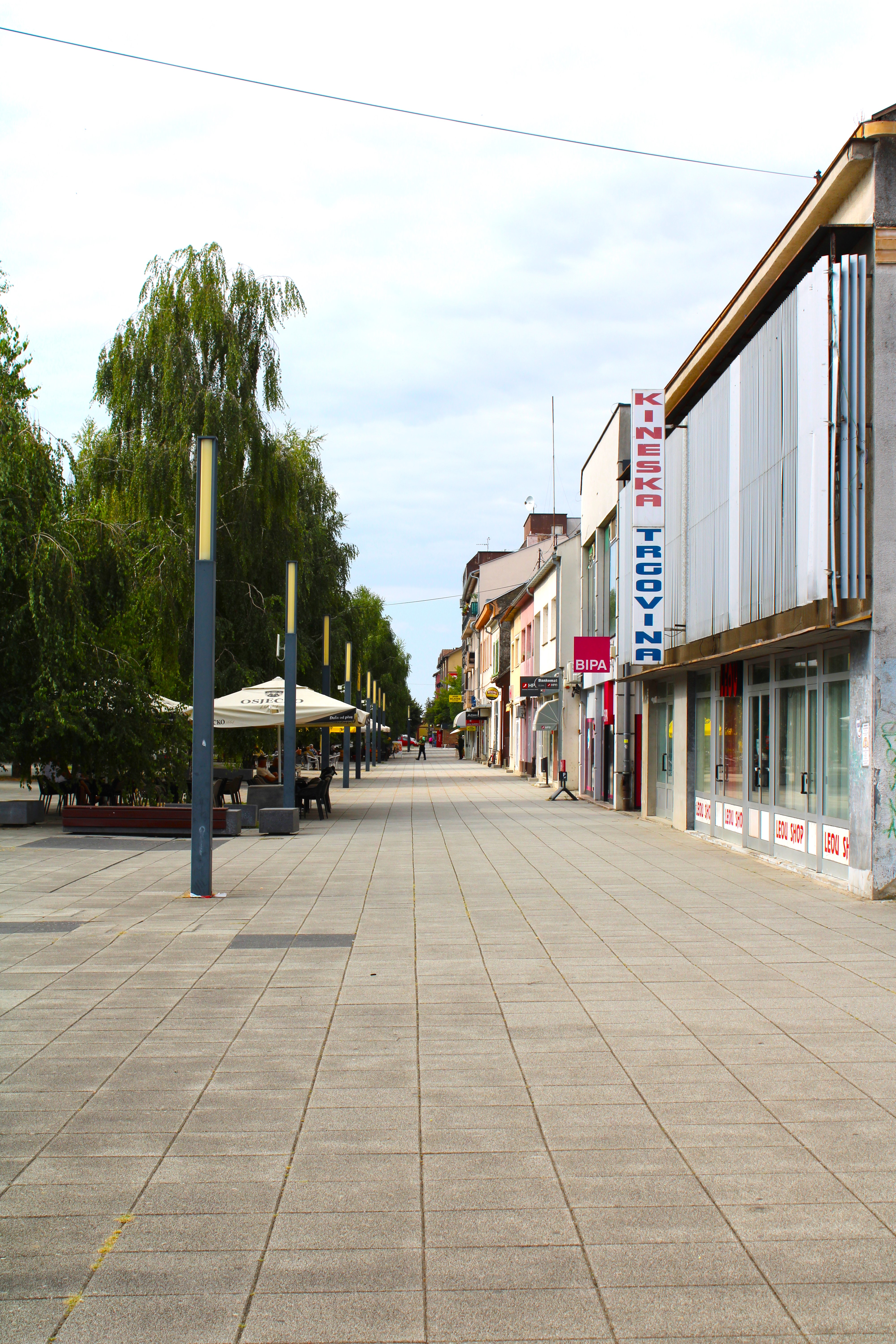
Fußgängerzone

## Bauwerke
Sendeanlage mit einem 1966 errichteten 202 Meter hohen, abgespannten Stahlfachwerkmast.

## Bildung
Die Stadt Beli Manastir hat insgesamt, mit den dazugehörigen Ortsteilen, drei Kindergärten, zwei Grundschulen sowie eine Kunstschule. Des Weiteren gibt es noch zwei Mittelschulen und ein Gymnasium.

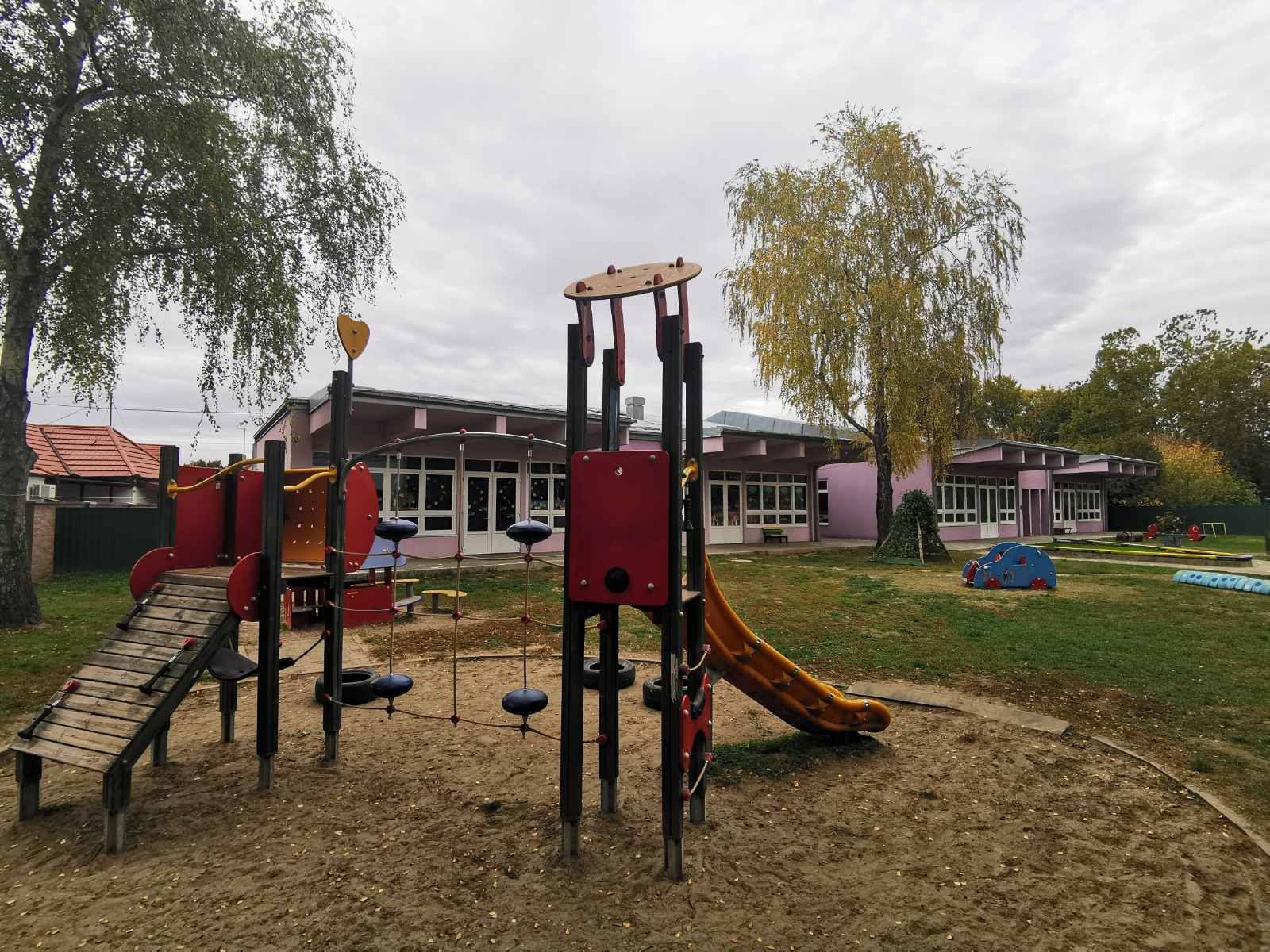
Kindergarten „Cvrčak“
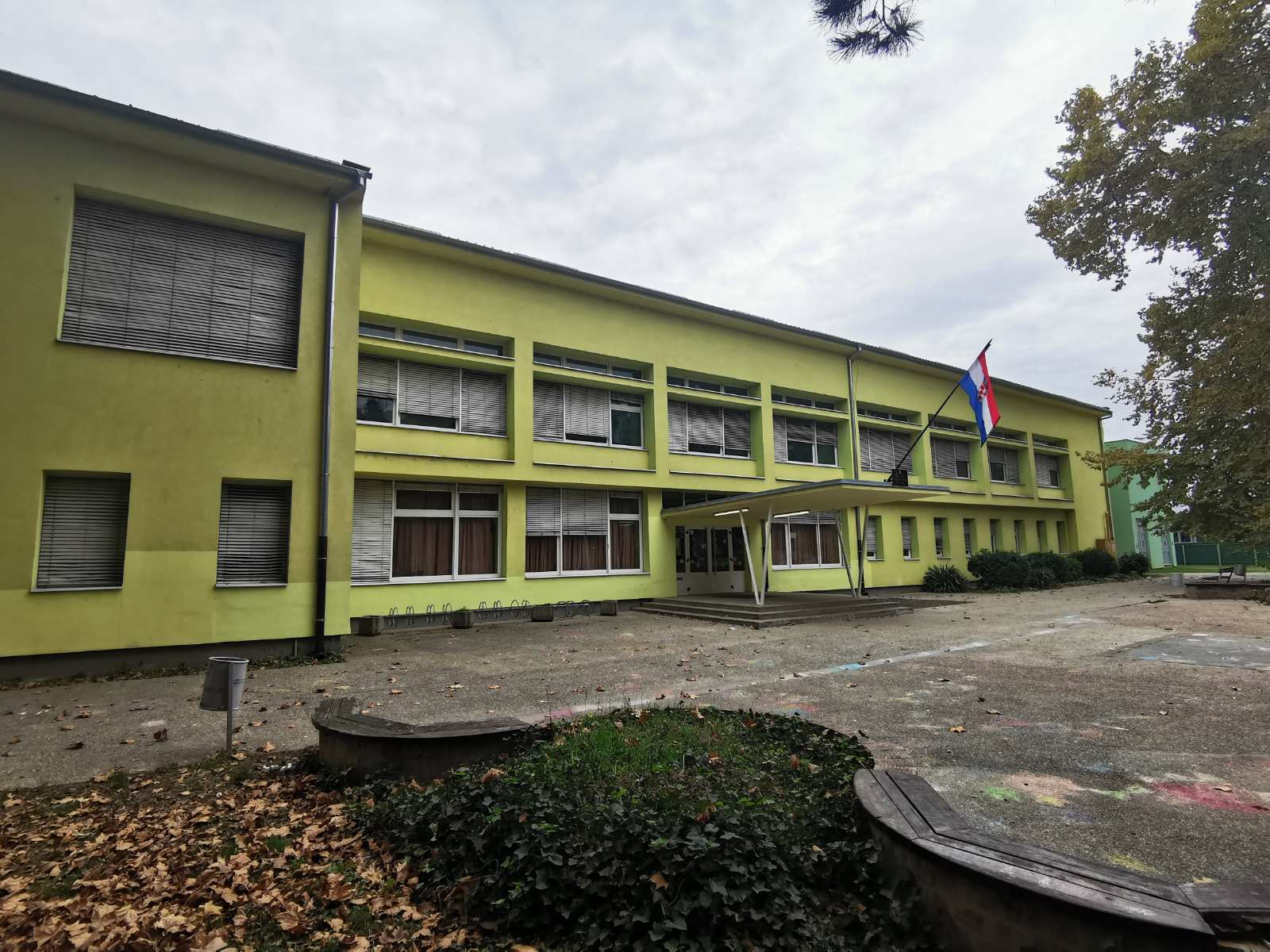
Grundschule „Dr. Franjo Tuđman“
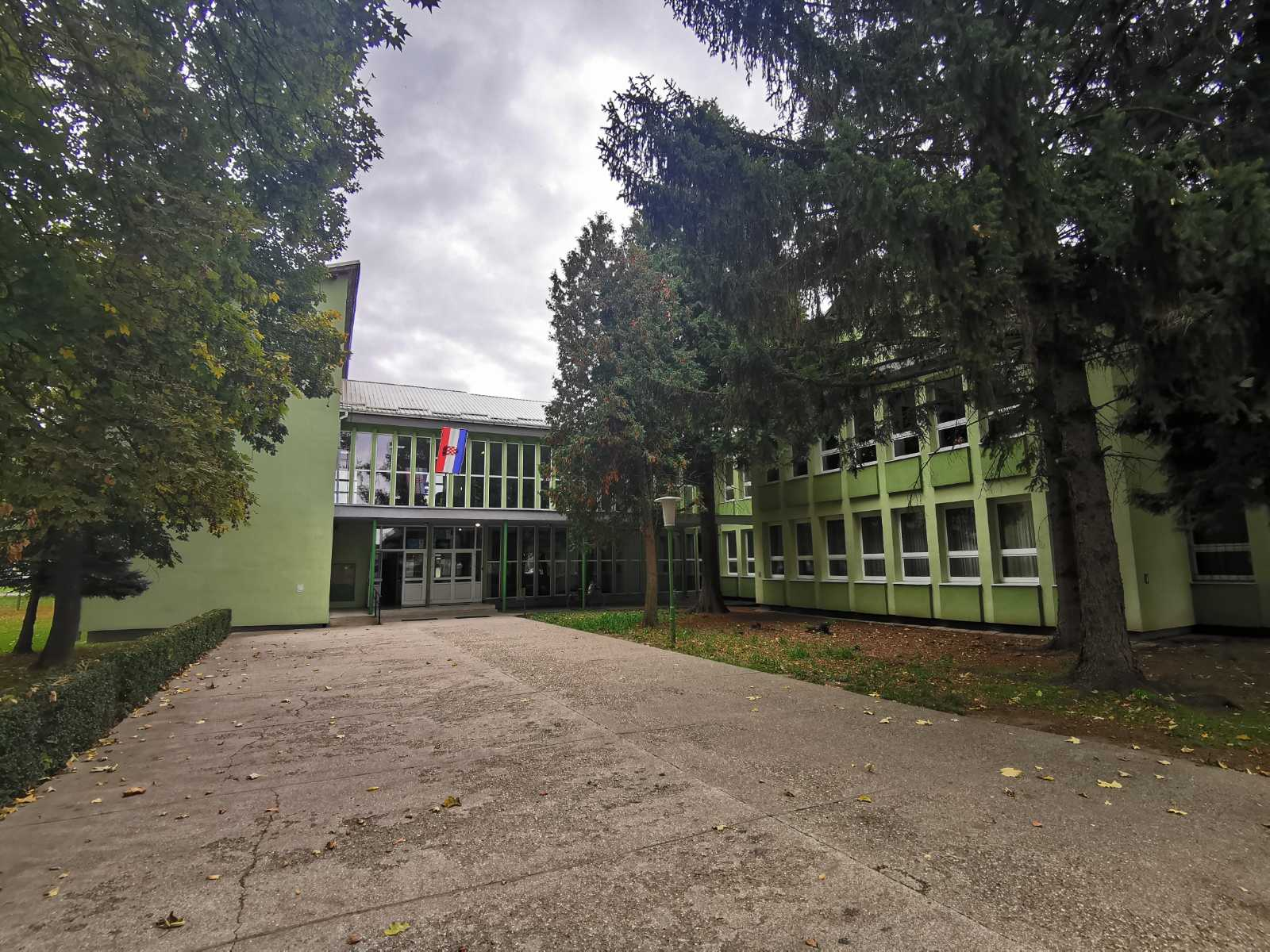
Gymnasium